# Ла-Шапель-Лонгвіль
Ла-Шапель-Лонгвіль (фр. La Chapelle-Longueville) — муніципалітет у Франції, у регіоні Верхня Нормандія, департамент Ер. Ла-Шапель-Лонгвіль утворено 1 січня 2017 року шляхом злиття муніципалітетів Ла-Шапель-Реанвіль, Сен-Жуст i Сен-П'єрр-д'Отій. Адміністративним центром муніципалітету є Сен-Жуст. Населення — 3290 осіб (01.01.2021).